# Abdallah-ben-Ahmed Aben Beithar
 Abdallah-ben-Ahmed Aben Beithar , morto em 1248, foi um botânico e médico árabe, mais conhecido por Ebn-eI-Beithar (Literalmente: O filho do médico). Há quem presuma que do nome árabe deste médico se formou o termo “alveitar” dado antigamente aos veterinários.